# Paolo Bianchini
Pour les articles homonymes, voir Bianchini.
Paolo Bianchini est un réalisateur et scénariste italien né le 20 septembre 1933 à Rome.

## Biographie
Paolo Bianchini a commencé son activité dans le cinéma en tant qu'assistant réalisateur dans une soixantaine de films avec des réalisateurs italiens renommés comme Mario Monicelli, Luigi Comencini, Vittorio De Sica, Eduardo De Filippo, Giuseppe Patroni Griffi, Mauro Bolognini, Sergio Leone et surtout Luigi Zampa avec lequel il collabore plusieurs fois. À la même époque, il écrit également des scénarios, dont certains connaissent un certain succès, comme Sept Hommes en or et Le Carnaval des truands. Il poursuit son activité de réalisateur dans le cinéma de genre, réalisant une dizaine de films artisanaux, dont certains, comme Hypnose et Devilman le diabolique, s'accompagnaient d'un petit succès commercial. Ils ont depuis été cités par des cinéastes comme Quentin Tarantino ou David Cronenberg.
Il s'est ensuite orienté vers la publicité, travaillant comme réalisateur pour des agences internationales. Il réalise environ deux mille publicités en Italie et à l'étranger.
En 1997, il quitte la publicité et revient au cinéma en réalisant le film La grande quercia (it) (litt. « Le grand chêne »), dont il a également écrit le scénario. Le film a connu le succès et a été primé dans de nombreux festivals internationaux, notamment le Prix de la critique du premier rôle féminin à la Berlinale.
Depuis 2002, il est ambassadeur de l'Unicef pour son engagement en faveur des questions liées à l'enfance, qui sont abordées dans nombre de ses œuvres.
En 2002, en tant que réalisateur et scénariste, il a réalisé le téléfilm L'uomo del vento (it) pour la RAI, qui a été parrainé par l'UNICEF ; en 2003, il a réalisé le drame en deux parties Vite a perdere, qui a été sélectionné pour le prix Italia ; et en 2004, Posso chiamarti amore? (it) En 2005, il a réalisé le téléfilm Il bambino sull'acqua pour RAI 1. En 2007, il a réalisé Codice Aurora, un film en deux parties.
Avec Paola Rota, il a fondé Alveare Cinema, une société de production cinématographique qui a produit le film Il giorno, la notte. Poi l'alba (it) réalisé par Bianchini lui-même et sponsorisé par l'Unicef.
Il a réalisé la mini-série Mal'aria librement basée sur le roman homonyme d'Eraldo Baldini (it) et produite par Feelmax avec Rai Fiction, qui a été diffusée sur Rai Uno en avril 2009. Avec L'Alveare, il a tourné en 2011 le film Il sole dentro (it), dont il est également le scénariste et le producteur. En 2014, il a coproduit avec Rai Fiction la web-série Il bar del Cassarà et en 2015, toujours avec Rai Fiction, il a produit Angelo, dont il était également le coscénariste.
En 2019, il est le responsable du projet Sa.rà. Un film, promu par le Ministère de l'Éducation, de l'Enseignement supérieur et de la Recherche et le Ministère de la Culture dans le cadre du plan national Cinéma pour les écoles, grâce auquel le long métrage collaboratif Frammenti a été réalisé par des étudiants sous la supervision de Bianchini.

## Filmographie

### Réalisateur
- 1964 : Sept contre la mort (Sette contro la morte), coréalisé avec Edgar George Ulmer
- 1966 : Bagarre à Bagdad pour X-27 (Il gioco delle spie)
- 1967 : Hypnose (Hypnos - Follia di massacro)
- 1967 : Devilman le diabolique (Devilman Story)
- 1968 : Dieu les crée, moi je les tue (Dio li crea… io li ammazzo!)
- 1968 : Superargo contre les robots (L'invincibile Superman)
- 1968 : Clayton l'Implacable (Lo voglio morto)
- 1968 : Avec Django, ça va saigner (Quel caldo maledetto giorno di fuoco)
- 1970 : Killer amigo (Ehi amigo... sei morto!)
- 1972 : Le Dernier des Décamerons (it) (Decameron nº 4 - Le belle novelle del Boccaccio)
- 1973 : Società a responsabilità molto limitata (it)
- 1979 : SuperAndy, il fratello brutto di Superman (it)
- 1997 : La grande quercia (it)
- 2007 : Il giorno, la notte. Poi l'alba (it)
- 2012 : Il sole dentro (it)
- 2020 : Frammenti
- 2021 : Qualcos'altro che ancora non c'è